# Морфогенетичне поле
Морфогенетичне поле (у біології розвитку на початку XX-го століття) — група клітин, здатних до відповіді на дискретні, локальні біохімічні сигнали, які приводять до розвитку специфічних морфологічних структур.